# Kálmán Ábrahám
Kálmán Ábrahám (* 27. Juni 1931 in Budapest; † 22. Februar 1998 ebenda) war ein ungarischer Politiker der Partei der Ungarischen Werktätigen MDP (Magyar Dolgozók Pártja) sowie schließlich der Ungarischen Sozialistischen Arbeiterpartei MSZMP (Magyar Szocialista Munkáspárt), der unter anderem zwischen 1977 und 1984 Minister für Bauwesen und Stadtentwicklung war.

## Leben

### Technischer Zeichner, Ministerialbeamter und Staatssekretär
Ábrahám begann nach dem Schulbesuch eine berufliche Tätigkeit bei dem Fahrzeughersteller Manfréd Weiss Stahl- und Metallwerke AG Csepel und danach bei dem Unternehmen ÁFORT, ehe er 1949 Technischer Zeichner bei der Nationalen Wasserbehörde (Országos Vízügyi Hivatal) wurde. 1951 wurde er Mitglied der Partei der Ungarischen Werktätigen MDP (Magyar Dolgozók Pártja). Anschließend wechselte er als Techniker zum Ministerium für Verkehr und Post und wurde 1958 Büroleiter von Út- és Vasúttervező Vállalat Közlekedésüzemi Tervező, einem Staatsbetrieb aus dem Bereich Straßen- und Schienenverkehr. Während dieser Zeit absolvierte er ein Studium im Fach Wirtschaftsingenieurwesen an der Technischen Universität Budapest BME (Budapesti Műszaki Egyetem), das er 1960 mit einem Diplom abschloss.
Danach war Ábrahám zunächst Ingenieur und anschließend Chefingenieur in einer Abteilung des Ministeriums für Verkehr und Post, ehe er ein weiteres Studium der Fachrichtung Maschinenbau an der BME absolvierte und dieses 1963 mit einer Promotion zum Doktor der Technik beendete. Daraufhin wurde er 1964 Technischer Direktor und Chefingenieur sowie 1970 Leiter der Abteilung für Straßenverkehr im Ministerium für Verkehr und Post, ehe er im März 1974 Staatssekretär im Ministerium für Verkehr und Post wurde. Daneben wurde er 1971 Honorarprofessor für Maschinenbau an der Technischen Universität Budapest und absolvierte ferner 1976 ein Studium an der Parteihochschule der MSZMP.

### Minister und Abgeordneter
Am 24. Juni 1977 wurde Ábrahám als Minister für Bauwesen und Stadtentwicklung (Építésügyi és Városfejlesztési Miniszter) in die Regierung von Ministerpräsident György Lázár berufen und bekleidete dieses Ministeramt bis zu seiner Ablösung durch László Somogyi am 27. Juni 1984. 
Während dieser Zeit wurde er am 8. Juni 1980 auch zum Abgeordneten des Parlaments (Országgyűlés) gewählt und vertrat dort den 1. Wahlkreis des Komitat Zala.
Nach seinem Ausscheiden aus dem Ministerrat wurde Ábrahám, der 1981 auch eine Professur für Maschinenbau an der Technischen Universität Budapest annahm, am 27. Juni 1984 Präsident des Nationalen Amtes für Umwelt und Naturschutz im Range eines Staatssekretärs. 1983 wurde ihm das Großkreuz des Ordens des Infanten Dom Henrique von Portugal verliehen.
1985 wurde er ferner Mitglied des Nationalrates der Patriotischen Volksfront HNF (Hazafias Népfront), in dem als Dachverband die Massenorganisationen, sozialen und kulturellen Organisationen der Volksrepublik Ungarn organisiert waren.
Im Anschluss wurde er im Dezember 1987 Staatssekretär im Ministerium für Umweltschutz und Wasserwirtschaft und damit engster Mitarbeiter von László Maróthy, dem Minister für Umweltschutz und Wasserwirtschaft in der Regierung von Ministerpräsident Károly Grósz sowie im Kabinett von Miklós Németh. Am 25. April 1989 übergab er die Funktion als Staatssekretär an Miklós Vargha und fungierte stattdessen bis 1991 als Generaldirektor des Instituts für Umweltmanagement (Környezetgazdálkodási Intézet).